# Шоркіно (Ядринський район)
Шо́ркіно (рос. Шоркіно, чув. Шоркка) — присілок у Чувашії Російської Федерації, у складі Мочарського сільського поселення Ядринського району.
Населення — 45 осіб (2010; 61 в 2002, 120 в 1979, 206 в 1939, 238 в 1926, 187 в 1897, 113 в 1858).

## Історія
Історичні назви — Шоркінський, Шоркін, Паскасси (1927–1931). Засновано 18 століття як висілки Шоркінський Перший та Шоркінський Другий присілку Янимова (нині не існує). До 1866 року селяни мали статус державних, займались землеробством, тваринництвом, бондарством, виробництвом одягу. На початку 20 століття діяло 2 вітряки. 1931 року створено колгосп «Червоний орач». До 1927 року присілок входив до складу Ядринської та Тораєвської волостей Ядринського повіту, після переходу 1927 року на райони — у складі Ядринського району.

## Господарство
У присілку діє магазин.